# Baptisterium van Lateranen

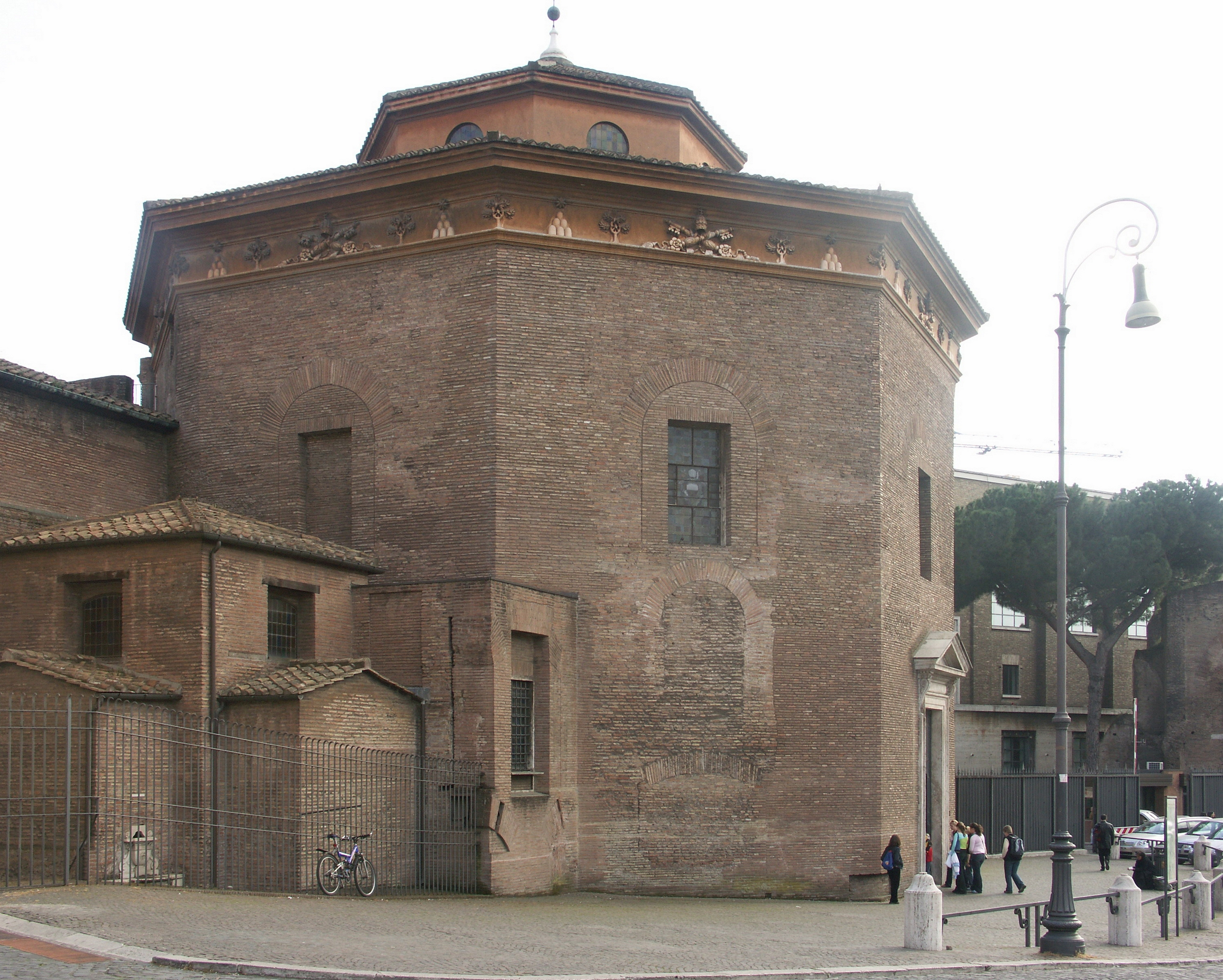
Baptisterium van Lateranen

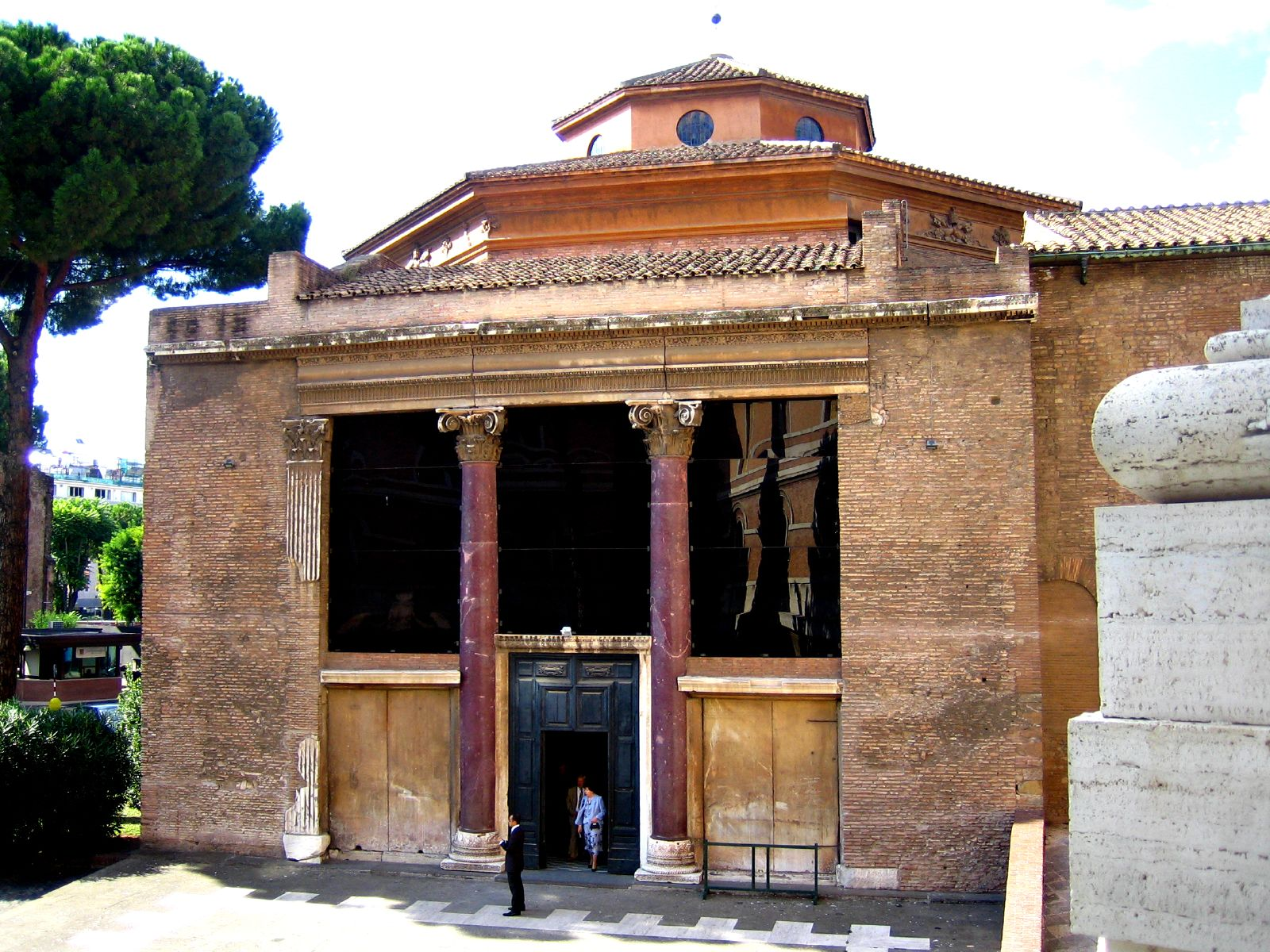
Ingang tot het Baptisterium van Lateranen

Het baptisterium van Lateranen is een baptisterium (of doopkapel) die behoort tot de Sint-Jan van Lateranenbasiliek in Rome. De kapel stamt uit de tijd van keizer Constantijn de Grote; waarin hij mogelijk gedoopt is. Het achthoekige gebouw werd in 440 in opdracht van paus Sixtus III herbouwd en in 1637 onder paus Urbanus VIII ingrijpend veranderd.
Het bouwwerk is aan de buitenkant opgetrokken uit baksteen en aan de binnenzijde is veel natuursteen gebruikt. In het midden van het gebouw bevindt zich de doopvont, een antiek groen basalten kuip, die groot genoeg is voor doop door onderdompeling, ook voor volwassenen. Rondom het midden vormen acht porfieren zuilen een achthoek. De kapitelen zijn van marmer. Fresco's tonen de Bekering van Constantijn, waaronder een gebaseerd op de Slag bij de Milvische Brug (312).